# Stefano Rega
Stefano Rega (ur. 30 grudnia 1968 w Villaricca) – włoski duchowny katolicki, biskup San Marco Argentano-Scalea od 2023.

## Życiorys
Święcenia kapłańskie otrzymał 29 czerwca 1993 i został inkardynowany do diecezji Aversa. Pracował głównie jako duszpasterz parafialny, był także m.in. wychowawcą seminarium w Neapolu, rektorem diecezjalnego seminarium oraz szefem kurialnego wydziału ds. duszpasterstwa powołań.
10 grudnia 2022 papież Franciszek mianował go ordynariuszem diecezji San Marco Argentano-Scalea. Sakrę biskupią przyjął 18 lutego 2023 w katedrze św. Pawła Apostoła w Aversie z rąk biskupa Aversy, Angelo Spinillo.